# Hermann Bürgi
Hermann Bürgi né le 18 février 1946 à Frauenfeld est une personnalité politique membre de l'Union démocratique du centre. Il est avocat de profession.

## Biographie
Il fait partie du conseil des États de 1999 à 2011, où il représente le canton de Thurgovie.